# Julius Kühn
Julius Kühn (Duisburg, Njemačka, 1. travnja 1993.) je njemački rukometaš i nacionalni reprezentativac. Kühn igra na poziciji lijevog vanjskog te je trenutno član bundesligaša MT Melsungena.
Kao senior je debitirao 2011. u dresu HSG Düsseldorfa s kojim je godinu dana ranije bio juniorski prvak države. Nakon godine dana igranja, preselio je u TUSEM Essen gdje je bio u prvoj momčadi. Uoči sezone 2014./15. potpisuje za VfL Gummersbach ugovor do 2016. (koji je kasnije produljen). Za klub je nastupao tri sezone da bi u ljeto 2017. postao član MT Melsungena.
Na reprezentativnoj razini, Kühn je prošao sve mlade selekcije da bi za A momčad debitirao 20. rujna 2014. u susretu protiv Švicarske (zajedno s Druxom, Schmidtom i Müllerom). S Njemačkom je u Poljskoj 2016. osvojio europski naslov a u ljeto iste godine i olimpijsku broncu.

## Vanjske poveznice
- Julius Kuhn to miss WCh 2019!